# Гагаринов куп
Гагаринов куп (рус. Кубок Гагарина) је трофеј који се додељује победнику плеј-офа Континенталне хокејашке лиге (КХЛ). Име је добио у част великог совјетског и руског космонаута Јурија Гагарина. Име је добио због чињенице да се финална утакмица премијерне сезоне КХЛ лиге одржала управо на годишњицу Гагариновог лета 12. априла.

## Историјат имена
Према речима директора КХЛ лиге Александра Медведева, у конкуренцији за назив трофеја била су два имена славних особа: косманаут Јуриј Гагарин и хокејаша Анатолија Тарасова. Одабрано је Гагариново име уз објашњење да се оно веже са највишим достугнућима руске нације и да је један од симбола руског народа.
Трофеј је јавности свечано представљен током прве утакмице „свих звезда ХКЛ лиге“.

## Изглед трофеја
Трофеј је направљен од сребра, и са спољашње стране је обложен златним листићима. На предњој страни се налази слика Јурија Гагарина у скафандеру, док се у позадини ње види свемирска ракета, а са друге стране је слика хокејаша. У централном делу се налазе плочице на којима се гравирају имена освајача трофеја, док се на дну трофеја налази амблем лиге. 
Тежина трофеја је 19 кг, а запремина 12 литара.
Творац трофеја је члан удружења уметника Русије и академски вајар Владимир Мајзељ.

## Освајачи трофеја Купа Гагарина по сезонама
|     | Резултати победника у сезони                             |
|     | Порази победника у сезони                                |
| З   | победник западне конференције                            |
| И   | Победник источне конференције                            |
| Н/К | Н/К, Конференције уКХЛ лиги су формиране у другој сезони |

| Сезона   | Екипе | Екипе                   | Одиграно утакмица | Одиграно утакмица | Одиграно утакмица | Одиграно утакмица | Одиграно утакмица | Одиграно утакмица | Одиграно утакмица | Резултат серије | Стрелац победничког гола серије |
| Сезона   | Екипе | Екипе                   | 1                 | 2                 | 3                 | 4                 | 5                 | 6                 | 7                 | Резултат серије | Стрелац победничког гола серије |
| -------- | ----- | ----------------------- | ----------------- | ----------------- | ----------------- | ----------------- | ----------------- | ----------------- | ----------------- | --------------- | ------------------------------- |
| 2008/09  | Н/К   | Ак Барс Казањ           | 0–3               | 4–3 Н. Пр.        |                   |                   | 2–3               |                   | 1–0               | 4               | Алексеј Морозов (50:04)         |
| 2008/09  | Н/К   | Локомотива Јарославље   |                   |                   | 3–0               | 2–5               |                   | 2–3 Н. Пр.        |                   | 3               | Алексеј Морозов (50:04)         |
|          |       |                         |                   |                   |                   |                   |                   |                   |                   |                 |                                 |
| 2009/10  | И     | Ак Барс Казањ           |                   |                   | 2–3               | 1–2               |                   | 7–1               |                   | 4               | Никита Алексејев (21:18)        |
| 2009/10  | З     | ХК МВД                  | 2–3               | 1–4               |                   |                   | 3–2               |                   | 0–2               | 3               | Никита Алексејев (21:18)        |
|          |       |                         |                   |                   |                   |                   |                   |                   |                   |                 |                                 |
| 2010/11  | И     | Салават Јулаев Уфа      | 2–1 Н. Пр.        | 3–1               |                   |                   | 3–2               |                   |                   | 4               | Александар Свитов (55:48)       |
| 2010/11  | З     | Атлант Московска област |                   |                   | 2–3               | 4–0               |                   | 1                 |                   |                 | Александар Свитов (55:48)       |
|          |       |                         |                   |                   |                   |                   |                   |                   |                   |                 |                                 |
| 2011/12. | И     | ХК Авангард             | 2–1               | 1–2               |                   |                   | 2–3               |                   | 0–1               | 3               | Јакуб Клепиш (52:03)            |
| 2011/12. | З     | Динамо Москва           |                   |                   | 0–1               | 1–2 пр.           |                   | 5–2               |                   | 4               | Јакуб Клепиш (52:03)            |
|          |       |                         |                   |                   |                   |                   |                   |                   |                   |                 |                                 |
| 2012/13. | И     | ХК Трактор              |                   |                   | 3–1               | 0–1               |                   | 2–3 пр.           |                   | 2               | Алексеј Цветков (65:57)         |
| 2012/13. | З     | Динамо Москва           | 2–1               | 3–2               |                   |                   | 3–4               |                   | 4                 |                 | Алексеј Цветков (65:57)         |
|          |       |                         |                   |                   |                   |                   |                   |                   |                   |                 |                                 |
| 2013/14. | И     | Металург Мгн.           | 0–3               | 4–1               |                   |                   | 2–1 пр.           |                   | 7–4               | 4               | Сергеј Мозјакин (43:10)         |
| 2013/14. | З     | Лев Праг                |                   |                   | 3–2               | 3–5               |                   | 5–4 пр.           |                   | 3               | Сергеј Мозјакин (43:10)         |

### Број титула по клубовима
| Екипа                    | Број титула |
| ------------------------ | ----------- |
| Ак Барс Казањ            | 2           |
| ХК Динамо Москва         | 2           |
| Салават Јулаев Уфа       | 1           |
| ХК Металург Магнитогорск | 1           |

## Занимљивости из плеј-оф серије
- Најдужи меч КХЛ плеј-офа одигран је између Металурга Мг и Авангарда 15. марта 2011. Утакмица је завршена поготком Андреја Первишина у 110 минуту и победом Авангарда резултатом 2:3 (1:1, 1:1, 0:0, 0:0, 0:0, 0:1).[7]
- Други по дужини трајања био је меч између Ак Барса и Бариса у марту 2010. - победа тима из Казања голом у 105 минуту. Крајњи резултат је био 4:3 (0:2, 2:1, 1:0, 0:0, 0:0, 1:0).[тражи се извор]
- У мечу између Северстала и Атланта одиграном 27. фебруара 2011. Олег Петров је са 39 година Погодке је постигао у 15, 17 и 18. минуту утакмице. Атлант је победио са 8:1.[8]